# Баданина, Татьяна Васильевна
Татьяна Васильевна Баданина (род. 16 ноября 1955, Нижний Тагил, Свердловская область) — российская художница, живописец, график, автор объектов и инсталляций
С 1989 — член Союза художников России.
С 2015 - Почётный Академик Российской Академии Художеств .
C 2024-член-корреспондент  Российской Академии Художеств .

## Биография
Родилась в 1955 году в городе Нижний Тагил.
Училась на художественно-графическом факультете Нижнетагильского государственного педагогического института (1973—1978). Учителя: Антоний В. П., Перевалов Л. И., Багаев И. И. Участник выставок с 1978 года.
В 1978—1991 — преподаватель на художественно-графическом факультете Нижнетагильского государственного педагогического института.
С 1997 года живёт и работает в Москве.

## Выставки
Неоднократно принимала участие в проектах крупнейших музеев России:
- в Государственном Эрмитаже. Санкт-Петербург. « 848. Коллекция Жоржа Мачаре и Нади Волконской». 2013
- в Государственном Русском Музее. Санкт-Петербург.: «Абстракция в России. XX век».2001; «Коллаж в России». 2006. «Бумажная скульптура». 2014.
- в Государственной Третьяковской Галерее. Москва: «Абстракция в России», 2002; «Ревизия материала». 2005—2006
- в Государственном Музее Изобразительных Искусств им. А. С. Пушкина. Москва: «Студия „СЕНЕЖ“-55 офортов». 2003
- в Музее декоративно-прикладного искусства. Москва: «Предметы и объекты». 2003;Персональная выставка «Белые одежды. Посвящение», 2012 г.,"Код Эпохи", 2013
- в Государственном Музее Востока. Москва: «Сады и пустыни». 1999
- в Московском музее современного искусства: «Новый Ангелларий». 2007;«К полету готов?». 2014; ряд экспозиций из фондов музея
- в ГЦСИ, Москва: «Авторская книга поэта и художника. Между текстом и образом».2005; «Transition in Russia».2008; «Пригов: точка сборки». 2010; Выставка-презентация Международного симпозиума «Аланика». 2010; «Благотворительный аукцион произведений современных российских художников * в поддержку А. Ерофеева и Ю. Самодурова». 2010. «Пространство LUCIDA». 2014.
- в залах Большого и Нового Манежа, ЦДХ, Винзавода, Артплея, Политехнического музея, Музея современной истории России и др.

Принимала участие в Международных художественных ярмарках:
- 2004, 2006, 2009, 2011 Международная художественная ярмарка «Арт-Москва». Москва
- 2007 2-я Международная биеннале современного искусства. Москва
- 2012 5 Международная биеннале современного искусства «ALUMINIUM» в Баку. Азербайджан
- Совместно с Владимиром Наседкиным была организатором и куратором международных симпозиумов на Урале (1989), в Непале (Катманду) и Тибете (Лхаса, 2000), на Байкале (2001), в Ферапонтово (2003). (художники Инфанте, Франсиско и Нонна Горюнова, Пономарёв, Александр Евгеньевич, Тишков, Леонид Александрович, Шабуров, Александр Евгеньевич, Порто, Иван Борисович, Чернышев, Аристарх Александрович, Ефимов, Владислав Эдуардович, Батынков, Константин Александрович …)
- Как дизайнеры Татьяна Баданина и Владимир Наседкин оформляли павильоны российско-украинского консорциума «АН-70» на Международном Авиа-шоу в Германии. ILA. Берлин. 2000; на II Международном космическом шоу в Киеве АВIAСВIT-XXI.Украина.2000; на III Китайской международной выставке авиации и космического пространства. Чжухай-Макао. 2000; ряд интерьеров в Киеве и в Москве
- НАГРАДЫ:
- диплом I Всесоюзной биеннале станковой графики, Калининград 1989;
- диплом III Международной биеннале станковой графики, Калининград 1994;
- Гран-при I Международной триеннале печатной графики, Уфа 1995;
- Грант Министерства Культуры Франции AAFA. Париж, Франция. Cite International des Arts. 2007, 2011, 2012
- Участвовала в международных симпозиумах современного искусства в России, США, Франции, Турции, Польше, Германии, Голландии, Украине, Азербайджане, Японии

## Персональные выставки
- 1991 Галерея «Юнион», Москва (совместно с В.Наседкиным и С. Брюхановым)
- 1993 Нижнетагильский государственный музей изобразительных искусств, Н. Тагил
- 1993 Екатеринбургский музей изобразительных искусств, Екатеринбург (совместно с В.Наседкиным)
- 1995 Екатеринбургский музей изобразительных искусств, Екатеринбург
- 1996 Галерея «Кино», Киноцентр, Москва
- 1997 Галерея «Кино», Москва
- 1999 Графический центр Союза художников, Вильнюс, Литва
- 1999 Калининградская государственная художественная галерея, Калининград (совместно с В. Наседкиным и Н. Заровной)
- 1999 Галерея «РОСИЗО», Москва
- 2002 «Русская галерея», Таллинн, Эстония
- 2003 «Крылья». Галерея «Сэм Брук», Москва
- 2004 «Небо». «Галерея мастеров», Москва
- 2005 «Покров». Акция. Серафимо-Знаменский скит, Московская область
- 2007 «Белые одежды». Серафимо-Знаменский скит, Московская область
- 2007 «Покров». Галерея «Materia prima», Москва.
- 2009 «TRANZIT», « Оber-gallery», Кент, США (совместно с В. Наседкиным)
- 2010 «Белые одежды» Галерея «Марис-Арт». Пермь
- 2012 «проСВЕТ». Галерея «Культпроект». Москва
- 2012 «Белые одежды. Посвящение…». Всероссийский музей декоративно-прикладного и народного искусства. Москва
- 2013 «AMOUR 1221» 55 Венецианская биеннале современного искусства. Палаццио CA’Zanardi, 4132. Венеция
- 2014 «Вербное воскресенье». Серафимо-Знаменский скит, Московская область
  - 2015 Международная триеннале современного искусства «ECHIGO-TSUMARI» в Японии
  - 2015 VI Московская биеннале современного искусства.
  - 2016 Московская биеннале скульптуры в Коломенском.
  - 2017 «Структуры». ГРМ. Санкт-Петербург.
  - 2018 «Книга скульптора». ГРМ. Санкт-Петербург.
  - 2018 «Земля и Небо». Ирландия. Дублин. Zozimus-gallery (совместно с В. Наседкиным)

## Коллекции
- Государственная Третьяковская галерея, Москва
- Государственный Эрмитаж, Санкт-Петербург
- Государственный Русский музей, Санкт-Петербург
- Государственный музей Востока, Москва
- Государственный музей современной истории России, Москва
- Московский музей современного искусства,
- Zimmerli Art Museum, Нью-Брунсвик, США
- Коллекция Дойче-банка, Берлин
- Коллекция Фонда Культуры «Екатерина». Москва,
- Коллекция Министерства Культуры РФ. Москва
- а также в государственных музеях и галереях Калининграда, Нижнего Тагила, Екатеринбурга, Новосибирска, Перми, Ирбита, Уфы, Орла, Ивано-Франковска, Кургана,Сургута, Астаны, Владикавказа, Архангельска и др.